# Gryllomorpha dalmatina
Il grillo delle cantine (Gryllomorpha dalmatina (Ocskay, 1832)) è un insetto dell'ordine degli ortotteri e della famiglia dei grillidi.

## Descrizione

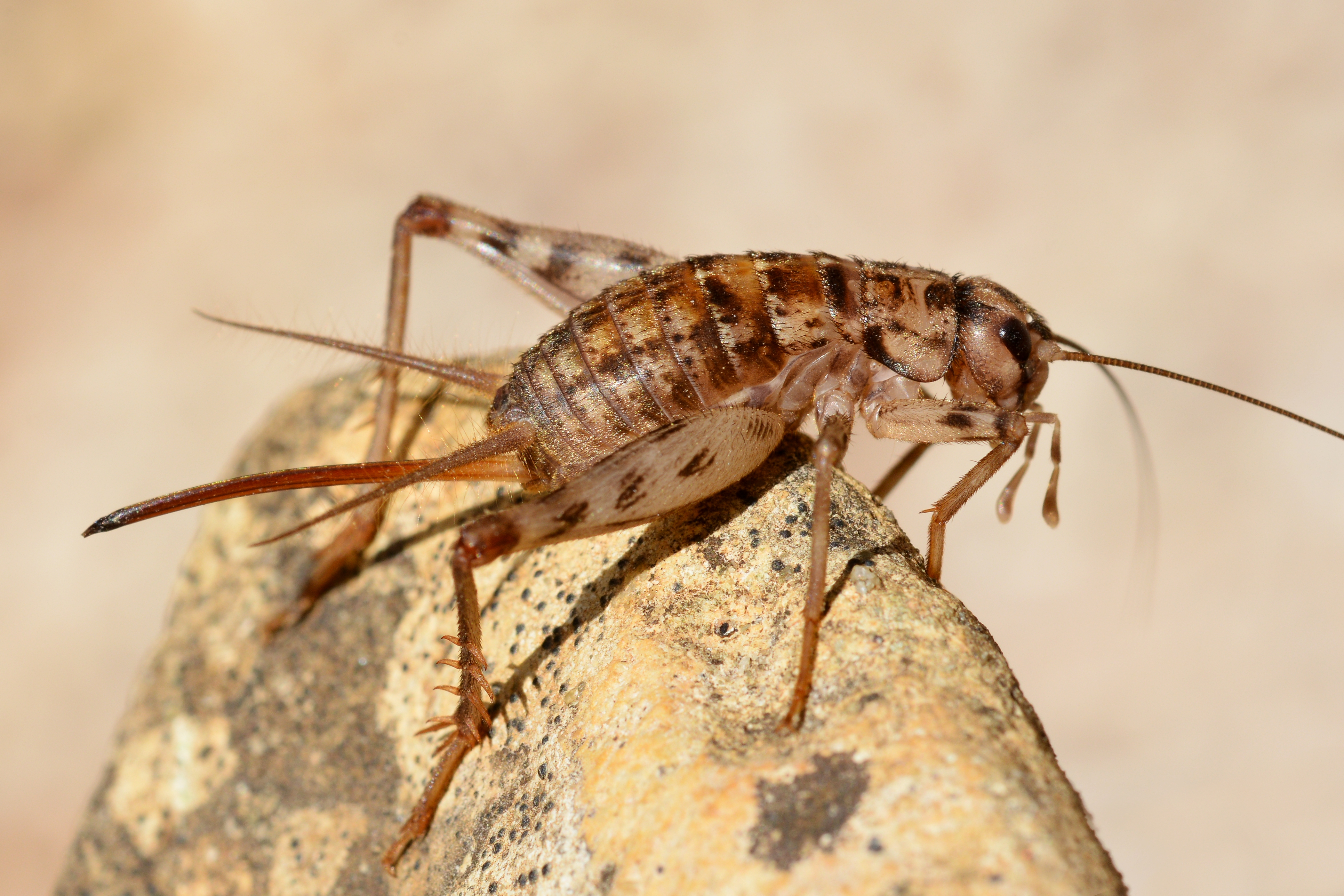
Femmina fotografata vicino ad Aigaliers (Occitania, Francia)

Si tratta di una specie dal colore grigio-beige, giallo o marrone, punteggiato di macchie più scure sul corpo e sulle zampe. L'adulto raggiunge i 15-20 millimetri di lunghezza, a cui vanno aggiunti altri 12-17 millimetri di ovopositore nelle femmine. Il capo presenta due occhi compositi neri, ben evidenti, e antenne lunghe e filiformi; sono presenti lunghi cerci all'estremità dell'addome, dritti nel maschio, e ricurvi nel terzo distale nella femmina; come per gli altri grilli, anche questa specie possiede zampe posteriori sviluppate, che le permettono brevi salti. Il grillo delle cantine è attero, e quindi non è in grado di "cantare".
Le uova sono cilindriche, dalla forma molto allungata, grandi circa 2 millimetri; le neanidi sono quasi identiche all'adulto, ma di dimensioni minore e con apparato riproduttore non sviluppato.

## Biologia
È una specie dall'etologia molto simile a quella di Acheta domesticus. 
Nel suo ambiente naturale, il grillo delle cantine è osservabile da aprile fino a settembre, mentre in ambiente domestico è attivo tutto l'anno, ma con maggior intensità in autunno, tra settembre e novembre. La specie non è in alcun modo nociva per l'uomo né per altri animali, e nelle case può eventualmente provocare fastidio solo in casi di eccessiva proliferazione. È una specie lucifuga, attiva quindi di notte, e onnivora.

## Distribuzione e habitat
La specie è documentata in gran parte dell'Europa mediterranea, spingendosi a nord fino alle Alpi, nel Ticino e nell'Alto Adige; è documentata anche in Ucraina e in Nord Africa.
L'habitat naturale di questo ortottero sono le cavità naturali e gli ambienti boschivi ricchi di anfratti e umidità, sotto alle pietre e al legno morto; è però una specie antropofila, ben adattata alle case umane, specie se vecchie o situate in contesti rurali, e predilige ambienti umidi e bui come le cantine.

## Tassonomia
La specie include cinque sottospecie:
- Gryllomorpha dalmatina cretensis Ramme, 1927
- Gryllomorpha dalmatina dalmatina (Ocskay, 1832)
- Gryllomorpha dalmatina minutissima Gorochov & Ünal, 2012
- Gryllomorpha dalmatina pieperi Harz, 1979
- Gryllomorpha dalmatina schmidti Gorochov, 1996